# Hajo Wulff
Hajo Wulff (* 7. Juni 1972 in Husum) ist ein ehemaliger deutscher Handballspieler und -trainer.

## Karriere
Wulff debütierte in der Saison 1990/91 für den VfL Bad Schwartau in der Bundesliga, zu dem er als A-Jugendlicher gewechselt war. Zuvor war er in den Jugendabteilungen des TSV Altenholz und des THW Kiel aktiv. Da er insgesamt jedoch kaum eingesetzt wurde, wechselte er 1992 in die Regionalliga zum TV Gut Heil Billstedt. Nach einer Saison verpflichtete ihn der Zweitligist TSV GWD Minden. Nach dem verpassten Aufstieg in der Saison 1993/94, klappte es im folgenden Jahr. Im vorletzten Saisonspiel riss sich Wulff jedoch das Kreuzband. Zuvor hatte er bereits seinen Wechsel zum Bundesligisten SG VfL/BHW Hameln bekanntgegeben. 1996 stand er mit dem Verein im Finale um den Euro-City-Cup, wo man allerdings dem norwegischen Team von Drammen HK unterlag. Nach einer weiteren Knieoperation wurde Wulff für die Saison 1997/98 an Zweitligist TSG Bielefeld ausgeliehen. Während seiner Abwesenheit stieg Hameln aus der Bundesliga ab. Wulff kehrte zurück und konnte im Jahr 2000 den Wiederaufstieg feiern. Danach schloss er sich Frisch Auf Göppingen an, mit dem er 2001 seinen dritten Bundesliga-Aufstieg perfekt machte. 2003 ging Wulff zurück nach Hameln. Die inzwischen als SG Hameln 2002 auftretende Mannschaft spielte inzwischen nur noch in der Regionalliga. Nach seinem zweiten Kreuzbandriss im Dezember 2007 beendete er seine aktive Karriere. Im März 2011 gab er ein kurzes Comeback in der vierten Mannschaft des Vereins.
Von Januar 2009 bis Sommer 2011 trainierte er die erste Mannschaft des VfL Hameln. Den Abstieg aus der Regionalliga konnte er in der Saison 2009/10 nicht mehr verhindern.
Wulff trug zweimal das Trikot der deutschen Nationalmannschaft. Ein Tor konnte er jedoch nicht erzielen. Beide Spiele fanden im Rahmen des Supercups 1993 statt. Auch für die Junioren-Nationalmannschaft lief er mehrfach auf.

## Erfolge
- Aufstieg in die Bundesliga (3): 1995, 2000, 2001
- Vize-Euro-City-Cupsieger 1996